# Richard Grossman
Richard Grossman (* 1937 in New York City, New York; † Oktober 1992) war ein amerikanischer Pianist und Komponist des Free und Creative Jazz, der freien Improvisation und der zeitgenössischen Musik.

## Leben und Wirken
Richard Grossman wuchs im Süden der Vereinigten Staaten auf und fing schon während seiner High-School-Zeit in Philadelphia an, professionell Klavier zu spielen. Ab Mitte und gegen Ende der 1950er Jahre war er Bestandteil der dortigen Jazzszene und spielte mit den damals dort ansässigen Musikern wie Lee Morgan, Jimmy Garrison, Henry Grimes, Odean Pope, Reggie Workman und vielen anderen.
Seine frühen Stücke am Klavier waren noch in der Hardbop Tradition gehalten; gegen Ende der 1950er Jahre veränderte er jedoch seinen Stil unter dem Eindruck der Musik von Ornette Coleman wie auch von Komponisten zeitgenössischer Musik wie Schönberg, Webern, Cage und der europäischen Avantgardisten. Im Jahr 1963 begann Grossman mit freier Improvisationsmusik. Er leitete das New Music Quintet (1964/65) und produzierte das erste Free-Jazz-Konzert in Philadelphia im Mai 1965.
Neben der auf Jazz basierenden freien Piano-Improvisation, die seine grundlegende Ausdrucksform blieb, beschäftigte sich Grossman auch mit Geräusch- und elektronischer Musik, spielte elektrisch verstärktes Cello, elektrischen Bass, Vibraphon, Perkussion und elektrisches Piano in den unterschiedlichsten Kontexten zwischen Neuer Musik und Free Jazz. Er bildete auch eine Rockformation, "Duck Soup", die von 1972 bis 1978 in Philadelphia und San Francisco bestand.
Nach 1978 lebte Grossman in Los Angeles, spielte dort Solo-Piano-Konzerte und arbeitete auch im Duo, Trio und in Quartettbesetzungen mit Vinny Golia, Alex Cline, Ken Filiano, John Carter und vielen anderen Musikern, die zu dieser Zeit Musikaufnahmen auf Golias Nine Winds Label produzierten. Anfang der 1990er Jahre entstanden noch zwei Alben für das Schweizer Jazzlabel HatHut Records. Grossman trat außerdem in zahlreichen Live-Radiokonzerten auf, hielt Workshops und gab Konzerte an der UCLA, in Westmont und Colleges in Santa Monica. An der Fakultät des Southern California Institute of Architecture unterrichtete er Jazz und improvisierte Musik und veranstaltete Konzerte.

## Diskographische Hinweise
- 1999 – In the Air (Nine Winds) mit Cline, Filaino, John Carter, Vinny Golia
- 1990 – Trio in Real Time (Nine Winds) mit Ken Filiano, Alex Cline
- 1992 – Even Your Eyes (hatOLOGY, 1990–92) mit Filano, Cline
- 1992 – Where the Sky Ended (Hat Hut Records|hatOLOGY, 1989–92) mit Filano, Cline